# Нордвейк (Гронінген)
Нордвейк (нід. Noordwijk, нід. вимова: [ˈnoːrt.ʋɛi̯k]) — село в нідерландській провінції Гронінген. Входить до муніципалітету Вестерквартір.
Його площа становить 0,36км², а населення станом на 2021 рік складало 225 осіб.

## Галерея

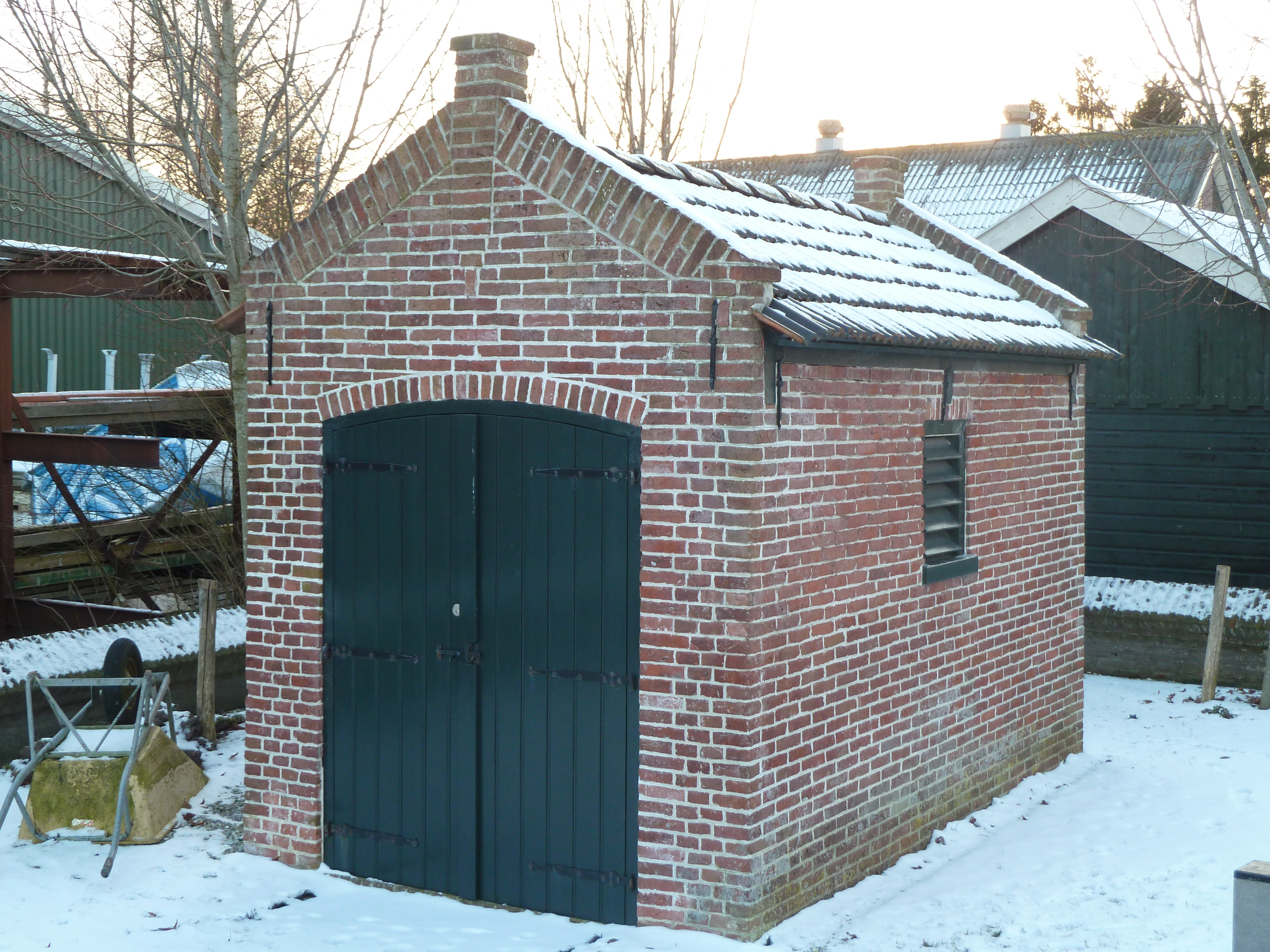
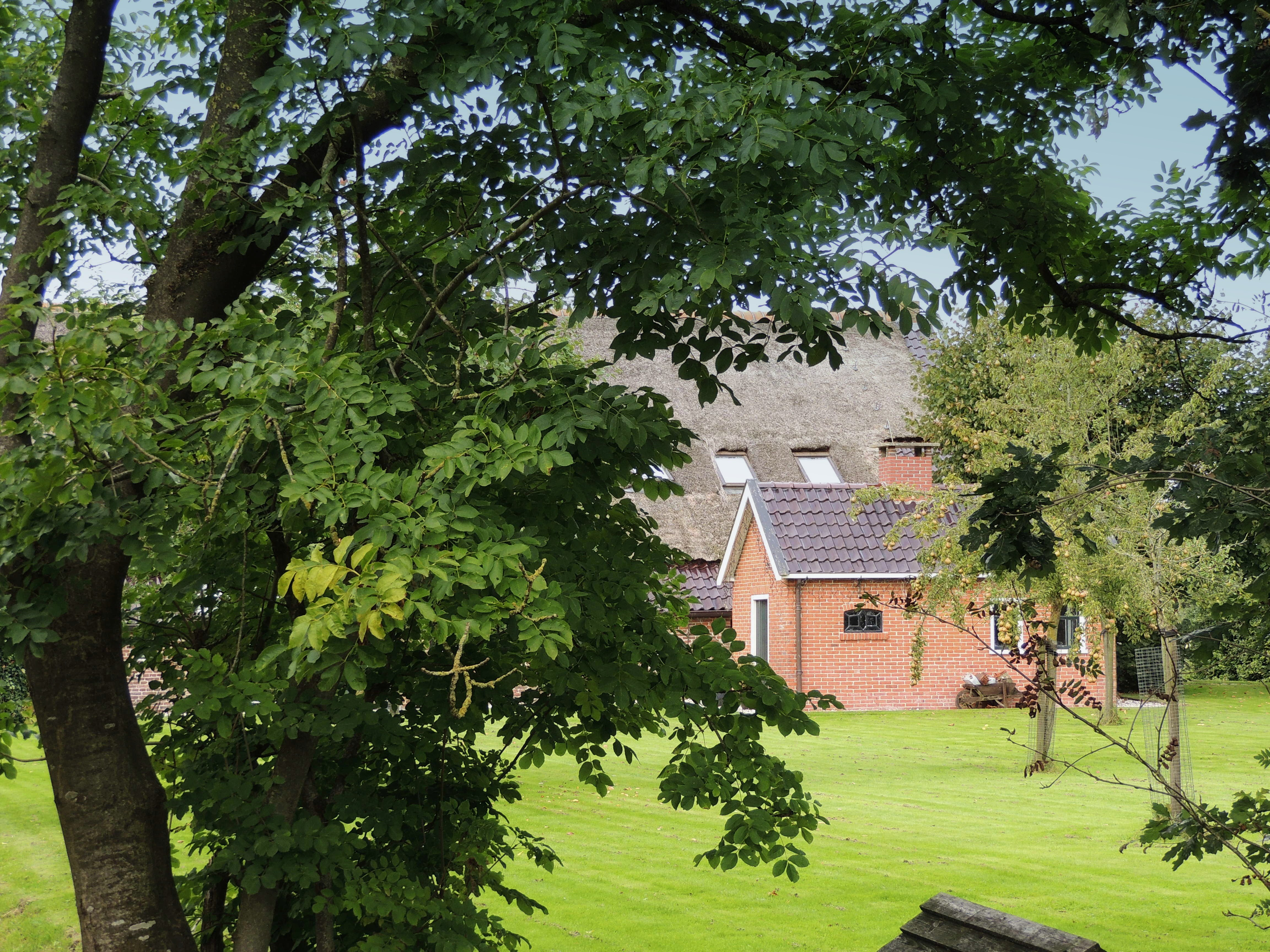
Ферма поблизу села
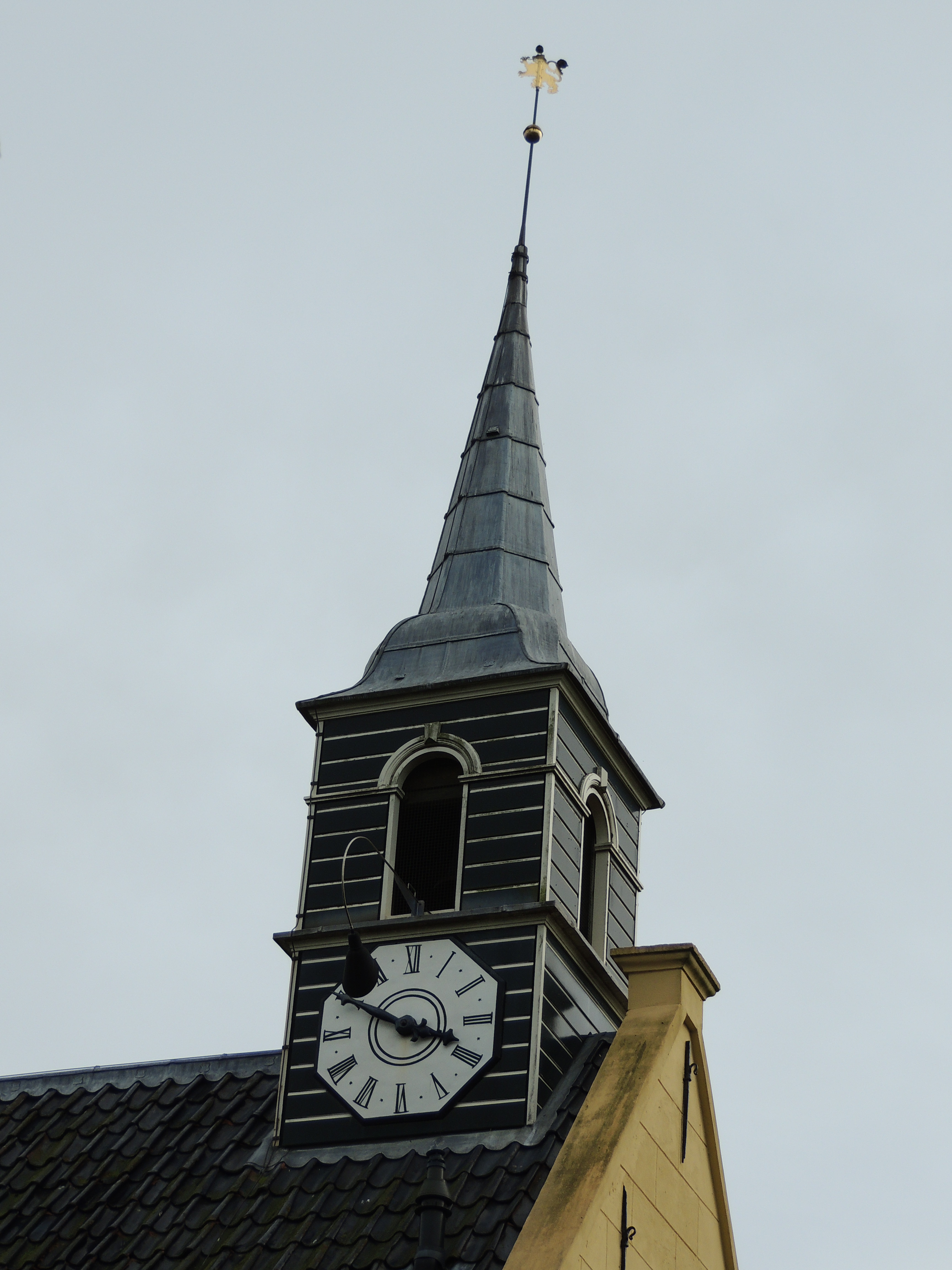
Церковна вежа